# Хэцин
Хэци́н (кит. упр. 鹤庆, пиньинь Hèqìng) — уезд Дали-Байского автономного округа провинции Юньнань (КНР).

## История
После монгольского завоевания государства Дали здесь в 1274 году была создана Хэчжоуская область (鹤州). В 1284 году она была поднята в статусе, став Хэцинской управой (鹤庆府). Во времена империи Цин Хэцинская управа была в 1770 году понижена в статусе, став Хэцинской областью (鹤庆州) Лицзянской управы (丽江府). После Синьхайской революции в Китае была проведена реформа структуры административного деления, в ходе которой области с управами были упразднены, и в 1913 году Хэцинская область стала уездом Хэцин.
После вхождения провинции Юньнань в состав КНР в 1950 году был образован Специальный район Лицзян (丽江专区), и уезд вошёл в его состав.
Постановлением Госсовета КНР от 16 ноября 1956 года Специальный район Дали (大理专区) был преобразован в Дали-Байский автономный округ, и уезд был передан в его состав.

## Административное деление
Уезд делится на 7 посёлков, 1 волость и 1 национальную волость.

## Экономика
В уезде расположено крупное месторождение золота Бейя.
Деревня Синьхуа славится тысячами мастерских по изготовлению серебряных изделий (чаши, чайники, скульптуры и гребни).

## Культура
В уезде среди народности бай сохраняется искусство свадебной вышивки Дяньнань, которое входит в список нематериального культурного наследия провинциального уровня. Кроме того, в Хэцине сохраняются традиции ковки, чеканки и инкрустации серебряных изделий, которые также включены в национальный список нематериального культурного наследия.